# Há um mar que nos separa
A Há um mar que nos separa (magyarul: Van egy tenger, ami elválaszt minket) egy dal, amely Portugáliát képviselte a 2015-ös Eurovíziós Dalfesztiválon, Bécsben, Leonor Andrade előadásában. A dal a 2015. március 7-én rendezett portugál nemzeti döntőn, a Festival da Cançãón nyerte el az indulás jogát.
A dalt Bécsben először a május 21-i második elődöntőben adták elő, a fellépési sorrendben hetedikként.

## Külső hivatkozások
- Dalszöveg (portugál nyelven). 4lyrics.eu